# Tele Haiti
Tele Haiti (en francés: Télé Haïti, TH) es una empresa de televisión por cable de Haití que funcionó también como el primer canal de televisión instalado en dicho país.

## Historia
La primera transmisión de Télé Haïti ocurrió el 13 de diciembre de 1959. La estación había sido fundada bajo la iniciativa del estadounidense Gérald Bartelt, y su transmisor se ubicaba en el sector de Boutiliers, emitiendo a través del canal 5. Las dificultades financieras del canal durante sus primeros años llevó a que redujeran sus horarios de programación (de las más de 6 horas todos los días de la semana, a sólo un día por semana desde el 15 de marzo de 1965).
Un nuevo contrato de Télé-Haiti con el Estado haitiano en diciembre de 1969 permitió establecer una red de televisión por cable, a la vez que autorizó al canal para iniciar transmisiones en color. El sistema debutó en 1971, a la vez que Télé-Haiti inauguraba dos canales bajo dicho sistema, en las frecuencias 2 y 4, abandonando posteriormente la emisión del canal 5 por señal abierta.
En diciembre de 1974 el gobierno de Haití anunció el fin del monopolio de la televisión por parte de Tele-Haiti —lo cual generó incertidumbre en los inversionistas estadounidenses (los cuales poseían el 87% de las acciones de la empresa) sobre posibles compensaciones económicas al respecto— lo que se concretó con el debut de Televisión Nacional de Haití en 1979.
En 1982, bajo el mando de Philippe Bayard, y con la empresa al borde de la bancarrota, se inició el proceso para la recepción satelital de canales extranjeros. En julio de 1985 la sede de la empresa en el Boulevard Jean Jacques Dessalines fue destruida por un incendio, por lo que en 1987 fue construido un nuevo edificio en el boulevard Harry Truman de Puerto Príncipe.
Luego de quedar seriamente dañada por el terremoto de 2010 y suspender sus operaciones, Télé Haiti anunció la reconstrucción de su red en 2011 luego que la empresa fuera adquirida por Access Haiti S.A., reiniciando sus actividades en abril de 2012, esta vez mediante un sistema de televisión digital inalámbrica (a diferencia del sistema por cable que utilizaron antiguamente).